# Selección femenina de voleibol de la República Checa
La selección femenina de voleibol de la República Checa es el equipo representativo del país en las competiciones oficiales de voleibol. Su organización está a cargo de la Český Volejbalový Svaz. Se encuentra en el 31° puesto en el último ranking mundial.

## Palmarés
| Competición        |   |   |   | Total |
| ------------------ | - | - | - | ----- |
| Juegos Olímpicos   | 0 | 0 | 0 | 0     |
| Campeonato Mundial | 0 | 0 | 2 | 2     |
| Campeonato Europeo | 1 | 4 | 4 | 9     |
| Grand Prix         | 0 | 0 | 0 | 0     |
| Copa del Mundo     | 0 | 0 | 0 | 0     |
| Total              | 1 | 4 | 6 | 11    |

## Resultados

### Juegos Olímpicos
Como Checoslovaquia
- 1968 — 6° Puesto
- 1972 — 7° Puesto

Como República Checa
- 1976 - 2012 — No clasificado

### Campeonato Mundial
Como Checoslovaquia
- 1952 — 3° Puesto
- 1956 — 4° Puesto
- 1960 — 3° Puesto
- 1962 — 5° Puesto
- 1970 — 5° Puesto
- 1974 — 17° Puesto
- 1978 — 12° Puesto
- 1986 — 11° Puesto

Como República Checa
- 1994 — 9° Puesto
- 2002 — 17° Puesto
- 2010 — 15° Puesto

### Grand Prix
Como República Checa
- 2013 — 14° Puesto
- 2014 — 22° Puesto
- 2015 — Clasificado

### Campeonato Europeo
Como Checoslovaquia
| - 1949 — 2° Puesto - 1950 — 3° Puesto - 1955 — 1° Puesto - 1958 — 2° Puesto - 1963 — 6° Puesto - 1967 — 3° Puesto - 1971 — 2° Puesto - 1975 — 5° Puesto | - 1977 — 5° Puesto - 1979 — 7° Puesto - 1981 — 6° Puesto - 1983 — 8° Puesto - 1985 — 4° Puesto - 1987 — 3° Puesto - 1989 — 5° Puesto - 1991 — 5° Puesto |

Como República Checa
| - 1993 — 2° Puesto - 1995 — 9° Puesto - 1997 — 3° Puesto - 2001 — 9° Puesto - 2003 — 9° Puesto | - 2007 — 9° Puesto - 2009 — 10° Puesto - 2011 — 8° Puesto - 2013 — 10° Puesto - 2015 — Clasificado |

## Equipo actual
La siguiente es la lista de  República Checa en el Grand Prix de Voleibol de 2014.
Director Técnico:  Carlo Parisi
| N.º | Nombre               | Cumpleaños           | Altura | Peso  | Ataque  | Bloque  | Posición | Club 2014             |
| --- | -------------------- | -------------------- | ------ | ----- | ------- | ------- | -------- | --------------------- |
| 1   | Andrea Kossányiová   | 06/08/1993 (31 años) | 1.86 m | 72 kg | 3.10 cm | 3.00 cm | Punta    | VK Prostějov          |
| 3   | Veronika Trnkova     | 13/10/1995 (29 años) | 1.89 m | 90 kg | 3.06 cm | 2.98 cm | Central  | PVK Olymp Praha       |
| 4   | Aneta Havlíčková     | 03/07/1987 (37 años) | 1.90 m | 96 kg | 3.16 cm | 3.00 cm | Opuesta  | Lokomotiv Baku        |
| 6   | Lucie Smutná         | 14/04/1991 (33 años) | 1.80 m | 75 kg | 3.07 cm | 2.85 cm | Armadora | Volley Soverato       |
| 7   | Markéta Chlumská     | 10/02/1982 (43 años) | 1.77 m | 62 kg | 2.95 cm | 2.79 cm | Libero   | CV Královo Pole       |
| 9   | Eva Rutarova         | 14/09/1989 (35 años) | 1.98 m | 93 kg | 3.17 cm | 3.05 cm | Central  | SK Up Olomouc         |
| 10  | Michala Kvapilová    | 08/02/1990 (35 años) | 1.83 m | 65 kg | 3.08 cm | 2.99 cm | Punta    | SC Potsdam            |
| 11  | Veronika Dostálová   | 07/04/1992 (32 años) | 1.70 m | 67 kg | 2.78 cm | 2.69 cm | Libero   | PVK Olymp Praha       |
| 13  | Tereza Vanžurová     | 04/04/1991 (33 años) | 1.84 m | 76 kg | 3.00 cm | 2.69 cm | Punta    | Pallavolo Scandicci   |
| 14  | Nikol Sajdová        | 20/07/1988 (36 años) | 1.86 m | 79 kg | 2.98 cm | 2.95 cm | Central  | Rote Raben Vilsbiburg |
| 16  | Helena Havelková (C) | 25/07/1988 (36 años) | 1.86 m | 70 kg | 3.20 cm | 3.00 cm | Punta    | Yamamay Busto Arsizio |
| 18  | Pavla Vincourová     | 12/11/1992 (32 años) | 1.82 m | 68 kg | 2.97 cm | 2.90 cm | Armadora | Pallavolo Scandicci   |

## Divisiones inferiores deRepública Checa

### Selección sub-23
| Competición               |   |   |   | Total |
| ------------------------- | - | - | - | ----- |
| Campeonato Mundial Sub-23 | 0 | 0 | 0 | 0     |
| Total                     | 0 | 0 | 0 | 0     |

### Selección Sub-20
| Competición               |   |   |   | Total |
| ------------------------- | - | - | - | ----- |
| Campeonato Mundial Sub-20 | 0 | 0 | 0 | 0     |
| Campeonato Europeo Sub-20 | 1 | 4 | 8 | 13    |
| Juegos de la Juventud     | 0 | 0 | 0 | 0     |
| Total                     | 1 | 4 | 8 | 13    |

### Selección Sub-18
| Competición               |   |   |   | Total |
| ------------------------- | - | - | - | ----- |
| Campeonato Mundial Sub-18 | 0 | 0 | 0 | 0     |
| Campeonato Europeo Sub-18 | 0 | 0 | 0 | 0     |
| Total                     | 0 | 0 | 0 | 0     |